# Нораїр Нурікян
Нораїр Нурікян (болг. Норайр Нурикян; нар. 26 липня 1948, Сливен, Болгарія — пом. 11 березня 2025) — болгарський важкоатлет вірменського походження, дворазовий олімпійський чемпіон, переможець та призер чемпіонатів світу.

## Біографія
Нораїр Нурікян народився 26 липня 1948 року у місті Сливен. У 1966 році Нораїр почав займатися важкою атлетикою під керівництвом Івана Абаджієва. У 1969 році молодий спортсмен дебютував у складі національної збірної на чемпіонаті Європи у Варшаві, здобувши бронзову медаль. 1972 рік став тріумфальним для Нурікяна (цього року важкоатлет став олімпійським чемпіоном та чемпіоном світу, а на чемпіонаті Європи здобув срібну медаль). У 1976 році Нурікян перевершив досягнення 1972 року  (переміг на Олімпійських іграх у Монреалі, здобув золоту медаль на чемпіонаті світу у Берліні та став чемпіоном Європи). У 2001-2005 роках Нораїр Нурікян був віце-президентом Міжнародної федерації важкої атлетики. Також Нурікян працював суддею на найпрестижніших міжнародних змаганнях (Олімпійські ігри 2008 року у Пекіні).

## Виступи на Олімпіадах
| Олімпіада     | Дисципліна | Місце |
| ------------- | ---------- | ----- |
| Мюнхен 1972   | до 60 кг   | 1     |
| Монреаль 1976 | до 56 кг   | 1     |